# マックス・キルマン
マクシミリアン・ウィリアム・キルマン（Maximilian William Kilman, 1997年5月23日 - ）は、イングランド・チェルシー出身のサッカー選手。ウェストハム・ユナイテッドFC所属。ポジションはDF。

## 経歴

### 初期の経歴
フラムのアカデミーでキャリアをスタートさせた。10代の時、11人制のサッカーを続けながら、ジェネシス・フットサル・クラブに参加した。その後、ジリンガムFCのアカデミーに加わり、2014年10月にウェリング・ユナイテッドFCのコックフォスターズ戦でロンドンシニアカップに1回出場した後、2015年にメイデンヘッド・ユナイテッドと契約した。2016-17シーズンは、サザンフットボールリーグのマーロウFCにレンタル移籍した。2017-18シーズンはメイデンヘッド・ユナイテッドに戻り、フットサルを続けながらヘルベシア・フットサル・クラブと契約し、シーズン初日のメイドストーン・ユナイテッド戦でデビューした。メイデンヘッド・ユナイテッドで39試合に出場した後、2018年8月の移籍期限日にウルヴァーハンプトン・ワンダラーズFCと契約した。これにより、クリス・スモーリングが2008年にメイドストーン・ユナイテッドからフラムに移籍して以来、プレミアリーグ、EFLチャンピオンシップ、EFLリーグ2以外のクラブからプレミアリーグに直接移籍した最初の選手となった。

### ウォルバーハンプトン・ワンダラーズ
ウルブスの23歳以下のチームで、プレミアリーグのリザーブ大会2部からの昇格に貢献した。2019年春、当時のウルブスの監督であるヌーノ・エスピーリト・サントは「マックスはファーストチームに100パーセント調和している。私は彼をとても優れたプレイヤーで、質の高いセンターハーフだと思っている。彼は大きくて、攻撃的。彼はすべての若い選手のように改善する必要があるが、私たちはマックスに本当に本当に満足している。」と述べている。2018年12月に初めてメンバー入りし、5試合をベンチで過ごした後、2019年5月4日フラム戦で93分にウィリー・ボリーに代わって出場し、プレミアリーグデビューを果たした。ウルブスでのスタメンデビューは2019年8月15日にモリニュー・スタジアムで行われた19-20UEFAヨーロッパリーグ3次予選ラウンド2ndレグのFCピュニク戦で4-0で勝利した。2020年4月21日、クラブとの契約を2022年夏まで延長した。また、10月21日、ウルブズはキルマンがクラブとの契約を2025年夏まで延長したと発表した。2021年11月1日、プレミアリーグ第10節エヴァートン戦でラヤン・アイト＝ヌーリのコーナーキックに頭で合わせ先制点を挙げた。このウルブスでの44回目の出場での得点は、キルマンにとってウルブスでの初ゴールであり、プレミアリーグでの初ゴールでもあった。その4日後、ウルブスと2026年までの新たな長期契約を結んだ。

### ウェストハム
2024年7月6日、ウェストハム・ユナイテッドFCへ完全移籍し、2031年夏までの7年契約を締結。

## 人物
グレーター・ロンドンのチェルシーで、ロシア人の父とウクライナ人の母の間に生まれた。父親はモスクワ出身の画商で、母親はキーウ出身のファッションモデル。英語に加えてロシア語を話す。幼少期から家族との絆を大切にしており、父親が最初のメンターだったと語っている。
学生時代にはハートフォードシャー大学でビジネス＆スポーツマネジメントの学位取得に取り組みながら、非リーグクラブと大学チームを掛け持ちし、フットサル代表としても活躍していた。この経験がプロへの原動力になったという。
プレミアリーグ移籍後のオフシーズンには、テニスを楽しむ一方、地元ウェストハムに戻って家族との時間を優先して過ごす姿を見ることができる。趣味の一つとしてバスケットボールにも挑戦したいと語っている。
また、学生時代に朝から夜遅くまで移動と練習を両立していた苦労もあり、マルチタスク能力や自己管理力が現在の安定した成長につながっていると本人も語っている。